# Persoonshaven
De Persoonshaven is een haven op Feijenoord in Rotterdam, op de linkeroever van de Nieuwe Maas.

## Ligging
De haven werd aangelegd in het verlengde van de Nassauhaven in een bocht van de Nieuwe Maas, maar er is nooit een doorsteek geweest: de haven reikte tot aan de Persoonsdam, die nog altijd het eindpunt vormt. Bij de ingang ligt de Piekbrug, een ophaalbrug.
Aanvankelijk vormde de gelijknamige straat de westelijke kade van de Persoonshaven, maar in het laatste kwart van de twintigste eeuw zijn de Persoonskade en de Piketkade daartussen gekomen. Aan de oostkant ligt de woonbebouwing van de Piekstraat.

## Geschiedenis
Het plan tot aanleg werd door de gemeenteraad van Rotterdam op 28 maart 1901 zonder beraadslaging bij acclamatie goedgekeurd. De aanleiding vormde een verzoek om terrein door de kooplieden S.A. Vles en Zonen: de terreinen aan de Nassauhaven, voltooid in 1892, waren "uitverkocht". Schepen konden vrij invaren, tot eind 1987 of begin 1988 de Piekbrug in gebruik werd genomen.
In de tweede helft van de 20e eeuw kwam het wegtransport op ten koste van het railvervoer en vertrokken veel bedrijven. Hoewel de Persoonshaven nog steeds bestaat, heeft ze haar functie van industriehaven verloren.

## Doel en uitvoering
De haven was bedoeld voor fabrieken die aan vaarwater moesten liggen en een spooraansluiting nodig hadden; ze had net als de Nassauhaven het volgende karakter:
"[...]Het zijn eigenlijk niet bepaald havens, het zijn waterstraten, ontworpen in verband met het gewone wegennet, zoodat men bouwperceelen krijgt, aan de eene zijde aan het water gelegen en aan de andere zijde aan de gewone straat. Die waterstraten zijn per m² vrij wat goedkooper in aanleg en onderhoud, dan een gewone straat met zijne riolen, enz. Daarenboven werpen zij door havengeld rente af. […]"
De terreinen kregen een diepte van 45 tot hoogstens 65 meter omdat gebleken was dat enkele terreinen aan de Nassaukade met een terreindiepte van 80 meter moeilijk verkoopbaar waren. Het bodempeil van de haven werd bepaald op −3,5 meter Rottepeil, wat rond 1900 gelijkstond aan −4,15 meter NAP.

## Vernoeming
Al in 1894, zeven jaar voor de aanleg, was de haven door burgemeester en wethouders vernoemd naar Claes Jermiasz Persoons en zijn zoon Johannes, die beiden stadsarchitect geweest zijn en beiden stierven in 1692. Vader Claes genoot bekendheid door het rechtzetten van de toren van de Laurenskerk.